# Astragalus corydalinus
Astragalus corydalinus är en ärtväxtart som beskrevs av Aleksandr Andrejevitj Bunge. Astragalus corydalinus ingår i släktet vedlar, och familjen ärtväxter. Inga underarter finns listade i Catalogue of Life.